# جوليس رايت
جوليس رايت (بالإنجليزية: Jules Wright)‏ هي مخرجة أسترالية، ولدت في 25 فبراير 1948 في ملبورن في أستراليا، وتوفيت في 21 يونيو 2015 في لندن في المملكة المتحدة بسبب سرطان الثدي.